# Craugastor merendonensis
Craugastor merendonensis is een kikker uit de familie Craugastoridae. De soort werd voor het eerst wetenschappelijk beschreven door Karl Patterson Schmidt in 1933. Oorspronkelijk werd de wetenschappelijke naam Eleutherodactylus merendonensis gebruikt.
De soortaanduiding merendonensis slaat op het verspreidingsgebied. De kikker komt voor in delen van Midden-Amerika en leeft endemisch in het gebergte Montañas del Merendón in Honduras.